# کن بارت (بازیکن فوتبال انگلیسی)
کن بارت (انگلیسی: Ken Barrett; ۵ مهٔ ۱۹۳۸ – ۷ ژوئن ۲۰۱۵) بازیکن فوتبال اهل بریتانیا بود.
از باشگاه‌هایی که در آن بازی کرده‌است می‌توان به باشگاه فوتبال لینکولن سیتی و باشگاه فوتبال استون ویلا اشاره کرد.